# John Smith (homme politique)
Pour les articles homonymes, voir John Smith et Smith.
John Smith, né le 13 septembre 1938 à Dalmally (Argyll and Bute, Écosse) et mort le 12 mai 1994 à Londres (Angleterre), est un homme politique britannique, qui est chef du Parti travailliste (Labour Party en anglais) de juillet 1992 jusqu'à sa mort soudaine le 12 mai 1994.

## Jeunesse
Fils d'un maître d'école presbytérien, John Smith a fait des études de droit et d'histoire. Il est resté un chrétien pratiquant durant sa vie. Il a figuré dans les gouvernements travaillistes de Wilson et Callaghan, de 1975 à 1979, avant d'entrer comme son parti dans l'opposition.

## Direction du Parti travailliste
À la suite de la démission de Neil Kinnock (après la défaite des travaillistes lors des élections générales de 1992), des élections ont lieu au sein du Parti travailliste afin d'élire le nouveau chef du parti. John Smith, avocat écossais, est élu par une écrasante majorité de 91 % des voix.
Appartenant à l'aile droite de son parti, John Smith prolonge la modernisation du parti entamée par Neil Kinnock, en diminuant notamment l'influence des syndicats. Il meurt subitement au bout de deux ans, en 1994, d'une crise cardiaque.
Le lendemain, le Sun écrit : « Le prochain Premier ministre de Grande-Bretagne est mort hier », et The Independent titre : « L'homme qui aurait dirigé la Grande-Bretagne », tant la victoire travailliste sur John Major semblait assurée. Ce dernier a rendu hommage à son défunt adversaire à la Chambre des Communes.
Smith a été inhumé dans l'île d'Iona.